# Setodes aureoinclusa
Setodes aureoinclusa is een fossiele soort schietmot uit de familie Leptoceridae.